# مرصد ليون
مرصد ليون (بالفرنسية: Observatoire de Lyon)‏ هو عبارة عن مرصد فلكي محترف يقع في سانت جينيس لافال، بالقرب من مدينة ليون الفرنسية.
تم إنشاؤه في سنة 1878، ويعد الآن جزء من مركز أبحاث الفيزياء الفلكية في ليون (CRAL)،رمز ال IAU الخاص به هو : 513.
أدرجت منشأة المرصد بأكملها كموقع تاريخي في 9 مايو 2007.

## تاريخ
أنشأ الموقع في سنة 1701، سمي آن ذاك بمرصد كلية ترينيتي. لكنه دمر في عام 1793 خلال حصار ليون (9 أغسطس إلى 9 أكتوبر من سنة 1793)، وأعيد تأسيسه في سنة 1817.
في سنة 1832، تم إنشاء أول مرصد على تل فورفير في ليون، كان مجهزا بتلسكوب من 200 ملم وتلسكوب من 150 ملم. في سنة 1887، أنشأت الكلية الكاثوليكية واحدا آخر.

### إنشاء مرصد ليون
طلب عالم الفلك الباريسي تشارلز أندريه في سنة 1867 من حاكم الرون، إنشاء مرصد جديد في ليون. بحلول سنة 1873، تكونت لجنة المرصد أول مرة، وإقترحت أن يتم إنشاءه في بلدية سانت فوي ليه ليون. لكن تشارلز أندريه إقترخ أن يكون الموقع في سانت جينيس لافال.
في 11 مارس 1878، وافق الرئيس الفرنسي (الجمهورية الفرنسية الثالثة) آن ذاك باتريس دو مكماهون على مقترح تشارلز وأمر بإنشاء مرصد ليون في «سانت جينيس لافال». ليتم في وقت لاخق تعيين أندريه أول مدير للمرصد.

## مدراء المرصد
- 1878-1912: شارل أندريه.
- 1912-1933: جان ماسسله.
- 1933-1966: جان دوفاي.
- 1966-1976: جوزيف هنري بيتزينا.
- 1976-1986: غي موننت.
- 1986-1995: جان كلود ريبس.
- 1995-2005: رولاند بيكون.
- 2005-2015: برونو غيدردوني.[5]
- منذ سنة 2015: ايزابيل دانيال.[6]

## روابط خارجية
- الموقع الرسمي لمرصد ليون